# Phoebe lummaoensis
Phoebe lummaoensis är en lagerväxtart som beskrevs av Mohan Gangopadhyay. Phoebe lummaoensis ingår i släktet Phoebe och familjen lagerväxter. Inga underarter finns listade i Catalogue of Life.